# Desmos polycarpus
Desmos polycarpus är en kirimojaväxtart som beskrevs av L.W. Jessup. Desmos polycarpus ingår i släktet Desmos och familjen kirimojaväxter. Inga underarter finns listade i Catalogue of Life.